# Нижнеурюмский сельсовет
Нижнеурюмский сельсовет — сельское поселение в Здвинском районе Новосибирской области Российской Федерации.
Административный центр — село Нижний Урюм.

## История
Статус и границы сельского поселения установлены Законом Новосибирской области от 2 июня 2004 года № 200-ОЗ «О статусе и границах муниципальных образований Новосибирской области»

## Население
| 1985 | 1987 | 2002 | 2004 | 2005 | 2006 | 2007 |
| ---- | ---- | ---- | ---- | ---- | ---- | ---- |
| 977  | ↘952 | ↘745 | ↘700 | ↘690 | ↘673 | ↘655 |
| 2008 | 2009 | 2010 | 2012 | 2013 | 2014 | 2015 |
| ↗670 | ↘657 | ↘574 | ↘544 | ↘537 | ↘522 | ↘519 |
| 2016 | 2017 | 2018 | 2019 | 2020 | 2021 |      |
| ↘492 | ↘466 | ↘454 | ↘433 | ↘421 | ↘411 |      |

## Состав сельского поселения
| № | Населённый пункт | Тип населённого пункта       | Население |
| - | ---------------- | ---------------------------- | --------- |
| 1 | Нижний Урюм      | село, административный центр | ↘418      |
| 2 | Светлое          | село                         | ↘156      |